# 수리생물학
수리생물학(數理理論生物學, mathematical biology)란 수학, 생물학, 바이오-테크놀로지 및 의학 간의 학제적인 연구분야 중 하나이다.
생물학 연구에서 특정 생물학적 기제를 가상으로 시뮬레이션 해보거나 해당 기제에 대한 최적의 알고리즘을 찾을 때 수학적 모델링을 사용할 수 있는데, 이러한 모델링은 고급수학에 해당하기 때문에 생물학자들이나 바이오테크 및 의학 분야의 연구진들이 수행하기는 어렵다. 따라서 수학자들과 협력해서 연구를 수행하게 되었고 이것이 수리생물학의 탄생 배경이다.

## 같이 보기
- 생물리학
- 생물통계학
- 로지스틱 함수
- 분자 모델링
- 집단유전학